# Michael McCusker
Michael (Mike) McCusker (23 juni 1966) is een Amerikaans filmmonteur. Hij is vooral bekend van zijn samenwerkingen met regisseur James Mangold.

## Biografie
Michael McCusker groeide op in New Canaan (Connecticut). Hij behaalde een bachelor in filmstudies aan Emerson College. Na zijn studies verhuisde hij naar Hollywood om er aan de slag te gaan in de filmindustrie. 
McCusker is getrouwd met filmproducente Deirdre Morrison, die hij leerde kennen tijdens de productie van The Day After Tomorrow (2004).

## Carrière
McCusker begon zijn filmcarrière als productieassistent. Zo assisteerde hij producenten van de animatieserie The Simpsons (1989–1991) en de anthologieserie Fallen Angels (1995).
Nadien sloot hij zich aan bij de Motion Picture Editors Guild en werd hij onder de hoede van David Brenner een assistent-monteur. Hij assisteerde bij de montage van onder meer Independence Day (1996), What Dreams May Come (1998) en The Patriot (2000). 
In 2001 werkte hij voor eerst samen met regisseur James Mangold. Hij assisteerde toen bij de montage van diens romantische komedie Kate & Leopold. Twee jaar later werkte hij als assistent-monteur ook mee aan Mangolds psychologische thriller Identity. Sindsdien is hij de vaste monteur van de regisseur. Zo monteerde hij onder meer Walk the Line (2005), 3:10 to Yuma (2007) en Logan (2017) voor de regisseur. 
Voor Walk the Line ontving McCusker in 2006 een Oscarnominatie en een Eddie Award. In 2020 won hij samen met collega Andrew Buckland de Oscar voor beste montage voor de film Ford v Ferrari (2019).

## Filmografie
Als monteur
- Sax's Final Orbit (1997)
- Kings (1998)
- Walk the Line (2005)
- Walkout (2006)
- 3:10 to Yuma (2007)
- Australia (2008)
- Hesher (2010)
- Knight and Day (2010)
- The Amazing Spider-Man (2012)
- The Wolverine (2013)
- Get On Up (2014)
- 13 Hours (2016)
- The Girl on the Train (2016)
- Logan (2017)
- The Greatest Showman (2017)
- Deadpool 2 (2018)
- Ford v Ferrari (2019)
- Unhinged (2020)
- Indiana Jones and the Dial of Destiny (2023)